# La Guarimba International Film Festival
La Guarimba International Film Festival (español: Festival Internacional de Cine La Guarimba) es una asociación cultural y un festival internacional de cine que se celebra anualmente en Amantea (Calabria), Italia. El festival proyecta cortometrajes de todo el mundo en las categorías de Ficción, Animación, Documental, Experimental, Videoclips y La Grotta dei Piccoli - Cine Infantil.
La Guarimba surgió en el año 2012 cuando un grupo de personas deciden ponerse a trabajar con el objetivo de reabrir el único cine de la pequeña localidad de Amantea. 
El festival ha crecido a lo largo de los años, con el objetivo de promover valores como la democracia participativa, la integración y la accesibilidad a través de la cultura.
El lema del festival es: "devolver el cine a la gente y la gente al cine".

## Historia
En 2012 el director artístico de La Guarimba, Giulio Vita, decide volver a su pueblo de origen Amantea, junto a la ilustradora Sara Fratini, para crear un festival internacional de cortometrajes que abriera un espacio a nuevos nombres emergentes del mundo del cine. Al ver que en Amantea todos los cines habían sido cerrados por falta de público, decidió visitar cada una de las estructuras hasta encontrar el Arena Sicoli, un viejo autocine de 938 sillas metálicas y abandonado desde hace más de dos años. 
En cuatro meses y gracias a la ayuda de la comunidad de Amantea, la familia Sicoli y los colaboradores externos, Giulio Vita y Sara Fratini, limpiaron y renovaron el espacio, haciéndolo de nuevo accesible y funcional. Jóvenes tanto de Italia como del resto del mundo se unieron al proyecto y trabajaron para revivir el Arena Sicoli, que finalmente fue reabierto para la primera edición del festival en agosto de 2013.
Para la segunda edición, no se renovó la concesión del cine, por lo que el festival se celebró en el parque natural La Grotta di Amantea, consiguiendo mantener el espíritu original del cine al aire libre.
En 2020, con motivo de su octava edición, el Premio del Público al mejor cortometraje a concurso estuvo dedicado a Vitaliano Camarca, creador de la histórica Revista de Cine Mediterráneo de Amantea[13].
En 2021, la asociación compró un terreno en el centro de Amantea para construir un espacio dedicado a la cultura y a los eventos abierto a la ciudadanía.
Desde 2022, la organización forma parte de la comunidad de Pioneros de la Creatividad de la Fundación Moleskine.

### Organizadores
Los creadores del festival son Giulio Vita, Sara Fratini, Pablo Cristóbal y Alicia Victoria Palacios Thomas, dos de los miembros de El tornillo de Klaus colectivo cinematográfico español de artistas audiovisuales y críticos independientes. La idea del festival inició en Madrid, donde Giulio Vita estudió Cine y Sara Fratini Bellas Artes. Allí conocieron a los miembros de El tornillo de Klaus, iniciando una colaboración que los llevaría a la creación y desarrollo del Festival Internacional de Cortometrajes de La Guarimba.
Hoy el equipo de la asociación se compone de veinte y treintañeros de todo el mundo, que trabajan en la organización del festival y de diferentes eventos durante el resto del año.

### Etimología
"Guarimba" ha adquirido el significado de "lugar seguro" en el lenguaje de los indígenas venezolanos.
La palabra tiene una etimología híbrida, ya que la raíz guari- procede del alemán Warjgan (Corominas) con el significado de refugio o escondite, lo mismo que el derivado español "guarida"; este último ha adquirido el significado negativo de "refugio de bestias o animales salvajes" y, por extensión, de delincuentes o personas de mala reputación. En cuanto a la terminación "-imba", es posible que se haya formado a partir de "guarida", considerada culta a pesar de su carácter peyorativo, y que haya derivado en "-imba" por influencia de términos de origen africano como "bemba", "bimba", no precisamente por el significado de estas voces (semánticamente distantes) sino por la sonoridad.

### Logo
El logotipo oficial fue creado por el artista español Mikel Murillo y representa un gorila con la mano sobre la cabeza. Los colores oficiales del festival son el blanco, el verde y el gris. Esta es la imagen que se utiliza como referencia para la exposición de los artistas.

## Jurado
El Jurado del festival está compuesto por directores de cine, periodistas y críticos. La idea de la organización es promover, desde el jurado, personalidades jóvenes de cine independiente.
Los miembros del jurado han sido, entre otros, el director y actor español Nacho Vigalondo; Juan Pablo Zaramella, miembro de la Academia de los Óscar; Sam Morrill, editor de Vimeo y Jude Dry, periodista de IndieWire. 

## Exposición de ilustradores
Sara Fratini organiza para cada edición una exposición de carteles llamada Artists for La Guarimba. Los carteles son realizados cada año por diferentes artistas internacionales, que interpretan a su manera el cartel oficial del festival. La exposición está disponible los días del festival y en diferentes lugares durante el tour, además de estar todo el año en la galería en línea del festival.
Algunos de los carteles realizados han ganado importantes premios y el reconocimiento de AI American Illustration, como el de Meredith Jansen en 2020 Natalya Balnova en 2015.
Entre los artistas que hicieron carteles para el festival se encuentran  Jean Julien, La Moderna De Pueblo, Monica Barengo, Elisa Talentino, Sawako Kabuki, Egle Zvirblyte, Juan Pablo Zaramella, Elisa Macellari, Antoine Lopez (fundador del festival Clermont -Ferrand), Hannah Jacobs, Cécile Dormeau, Thomas Wellmann, Amélie Fontaine, Laurina Paperina, La Fille Bertha, Roberto Weil, Powerpaola, Joe Murray, David De Las Heras, Adolfo Serra, Alberto Montt,  Liniers, Angela Dalinger, Joe Ciardiello,  Rayma.

## Ediciones
La Guarimba se inauguró el 7 de agosto de 2013.
Hasta 2019, se ha celebrado ininterrumpidamente cada verano, llegando a contar siete ediciones.

### 1.ª Edición
La primera edición del festival se celebró en Amantea del 5 al 10 de agosto de 2013. En la convocatoria participaron 303 cortometrajes de todo el mundo y fueron seleccionados 10 cortometrajes de ficción, 5 cortometrajes de animación y  5 documentales. Se expusieron 30 carteles de diferentes artistas de todo el mundo. 
Durante los días del festival, el proyecto alemán A Wall is A Screen proyectó por las calles de Amantea como invitados del festival.
Los títulos de apertura de la primera edición fueron realizados por TKSH Films production y dirigidos por el venezolano Adolfo Bueno.
El jurado estuvo compuesto por el director español Nacho Vigalondo como presidente del jurado, el italiano Claudio Metallo y los españoles Pablo Cristóbal, Alicia Victoria Palacios Thomas y Carlos Cristóbal, miembros de El tornillo de Klaus.

### 2.ª Edición
La segunda edición del festival se celebró en Amantea del 7 al 14 de agosto de 2014. En la convocatoria participaron 498 cortometrajes de todo el mundo y fueron seleccionados 20 cortometrajes de ficción, 15 cortometrajes de animación y  10 documentales. Se expusieron 30 carteles de diferentes artistas de todo el mundo, incluyendo a Liniers, Alberto Montt, entre otros.
Por primera vez, el festival utilizó como escenario el parque natural La Grotta di Amantea, montando la pantalla en las laderas de una cueva natural.
El jurado estuvo compuesto por el argentino Juan Pablo Zaramella como Presidente del Jurado, el italiano Carlo Migotto de Lago Film Fest y los españoles Pablo Cristóbal, Alicia Victoria Palacios Thomas y Carlos Cristóbal, miembros de El tornillo de Klaus.

### 3.ª Edición
La tercera edición del festival se celebró en Amantea del 7 al 11 de agosto de 2015.
La selección oficial de documentales, ficción y cortometrajes de animación pretendía desafiar, más que entretener por mero entretenimiento, y reunió a un público de más de mil espectadores.
Se expusieron treinta carteles de varios artistas de todo el mundo.
La representación de Vimeo en el festival enriqueció el contenido de este año con la primera conferencia europea sobre distribución independiente y Vimeo On Demand, así como la proyección de un programa especial comisariado por Sam Morrill.
El jurado estaba compuesto por el cineasta independiente Tomas Sheridan, el comisario de Vimeo Sam Morrill y miembros de El Tornillo de Klaus.
Los títulos de apertura de la primera edición fueron realizados para la producción de TKSH Film y dirigidos por el venezolano Adolfo Bueno.

### 4.ª Edición
La cuarta edición del festival se celebró en Amantea del 7 al 11 de agosto de 2016.
Más de 1.300 cortometrajes de todo el mundo participaron en la selección, confirmando la importante posición de la Guarimba en el panorama internacional.
La cuarta edición se centró en el cine de China y Japón, celebrando los 150 años de cooperación de Italia con ambos países.
Durante esta edición se inauguró la selección de La Grotta dei Piccoli, con proyecciones de cortometrajes de animación en un espacio dedicado a los niños.
El presidente del jurado fue Hu Wei, cuyo cortometraje "Butter Lamp" compitió el año anterior. Otros miembros del jurado fueron Aki Isomaya del "Shorts Shorts Festival" de Tokio, Joana Gamoes de DocLisboa, Sam Morril de Vimeo y El Tornillo de Klaus.

### 5.ª Edición
La quinta edición del festival tuvo lugar en Amantea del 7 al 11 de agosto de 2017.
El tema era la propaganda en la época de la Guerra Fría. El programa incluía cortometrajes de diferentes géneros procedentes de todos los continentes.
El jurado internacional estuvo compuesto por el director Ruslan Magomadov (Rusia), Claudette Godfrey del SXSW (Estados Unidos), Kyrylo Marikutsa del Festival de Cortometrajes de Kiev (Ucrania), Diane Malherbe del Festival de Clermont-Ferrand (Francia) y Javi Muñíz del Certamen Internacional de Cortos Ciudad de Soria (España).
Una vez más, Vimeo presentó sus mejores películas en vídeo seleccionadas por Sam Morrill y se inició una colaboración con Karmala Cultura (Senegal) creando un programa especial de películas africanas.
El festival incluyó una exposición de ilustraciones, un taller de tintes naturales con el colectivo Fragmentario, un taller de danza africana y varias conferencias.
La segunda edición de la Grotta dei Piccoli obtuvo el apoyo de UNICEF Italia.

### 6.ª Edición
La sexta edición del festival se celebró en Amantea del 7 al 11 de agosto de 2018.
En la selección participaron 1500 cortometrajes de todo el mundo, con 68 obras en competición, divididas en las categorías de Ficción, Animación, Documental, Experimental, La Grotta dei Piccoli - Película Infantil.
El jurado internacional estaba compuesto por el director Dija Mambu (Congo), la periodista de IndieWire Jude Dry (Estados Unidos) y el director Thomas Horat (Suiza).
El festival incluyó una exposición de ilustraciones, un proyecto de residencia cinematográfica, dos conciertos y una jornada de conferencias, entre ellas "Los jóvenes cineastas africanos y el futuro del cine africano".

### 7.ª Edición
La séptima edición del festival tuvo lugar en Amantea del 7 al 11 de agosto de 2019.
Más de 1000 cortometrajes participaron en la selección, con 152 obras en competición procedentes de 42 países diferentes, divididas en las categorías de Ficción, Animación, Documental, Experimental, La Grotta dei Piccoli - Película Infantil.
El jurado internacional estaba compuesto por Jeanette Bonds (Estados Unidos), fundadora y directora del Festival de Animación GLAS; Éva Katinka Bógnar (Hungría), profesora y directora de animación; y Norma Guevara (Francia), responsable de la Women Film Festival Network.
El festival se inauguró con un acto de limpieza colectiva de la playa de Amantea, en colaboración con la ONG Parley For The Oceans. En los días siguientes hubo talleres, conciertos, una jornada de conferencias de la industria, un seminario de narración en colaboración con la Scuola Holden, exposiciones fotográficas y la exposición de ilustraciones.

### 8.ª Edición
La octava edición del festival se celebró en Amantea del 7 al 12 de agosto de 2020. A pesar de la crisis sanitaria debida a la epidemia de Covid-19, que obligó a la mayoría de los festivales a celebrarse en línea, La Guarimba se celebró en presencial, registrando más de 3000 entradas en 6 días.
En la selección participaron 1160 cortometrajes, con 160 obras en competición procedentes de 54 países de todos los continentes, divididos en las categorías de Ficción, Animación, Documental, Experimental, La Grotta dei Piccoli - Cine Infantil.
La octava edición recibió la Medalla de Representación del Presidente de la República Sergio Mattarella, el Alto Patronato del Parlamento Europeo, el Patronato del Consejo de Ministros, y contó con el apoyo de las embajadas de los Países Bajos, de la República Federal de Alemania, de la República de Irlanda, de Canadá, de Australia, de Suecia, de Noruega, del Foro Austriaco de la Cultura y del Estado de las Artes de Flandes.
La suspensión de pagos del municipio de Amantea en febrero de 2020. había provocado el cierre del parque de La Grotta durante todo el año. La asociación emprendió un proyecto de regeneración urbana, limpiando la zona y restaurando las instalaciones, implicando a toda la comunidad y permitiendo su reapertura al público.

### 9.ª Edición
La novena edición del festival tuvo lugar en Amantea del 7 al 12 de agosto de 2021[34].
En la selección participaron 1174 cortometrajes, con 172 obras a concurso procedentes de 56 países de todos los continentes (5 africanos, 13 asiáticos, 28 europeos, 9 americanos, 1 oceánico), divididos en las categorías de Ficción, Animación, Documental, Experimental, La Grotta dei Piccoli - Film per Bambini.
La novena edición recibió la Medalla Representativa del Presidente de la República Sergio Mattarella, el Alto Patrocinio del Parlamento Europeo, el Patrocinio del Consejo de Ministros y el Premio Representativo de la Cámara de Diputados; fue creado gracias al apoyo del Ministerio de Cultura y la Embajada de Estados Unidos en Italia, en colaboración con la Comisión Europea, la Embajada del Reino de los Países Bajos, el Foro Cultural de Austria, la Embajada de la República Federal de Alemania en Italia, la Embajada de Suiza en Italia, Malta y San Marino, la Embajada de la República de Lituania en Italia, la Embajada de Irlanda en Italia, la Embajada de Noruega, la Embajada de Australia, la Embajada de Canadá, el Estado de las Artes de Flandes, la Instituto Polaco en Roma.
Debido al derrumbe de una cresta rocosa en el centro histórico de Amantea, que dejó inutilizable el parque La Grotta[35], el festival se vio obligado a cambiar de ubicación. La decisión fue recuperar un aparcamiento en estado de deterioro y abandono, como parte de un proyecto más amplio de regeneración urbana que supuso la limpieza y deforestación de la zona, así como la creación de dos murales de los artistas callejeros Sara Fratini y Cesáh[36].

### 10.ª Edición
La décima edición del festival tuvo lugar en Amantea del 7 al 12 de agosto de 2022. [37]
Durante esta edición se recibieron los mismos premios que años anteriores.
Con motivo del décimo aniversario del festival, se proyectaron 163 cortometrajes procedentes de 54 países de todos los continentes.
Hubo 5 categorías: Ficción, Animación, Documental, Videoclip e Insomnia - Cine Experimental. Como cada edición, La Grotta dei Piccoli también estuvo presente con una selección de 100 películas para niños y adolescentes. Para el aniversario del festival se presentaron cuatro programas especiales: Cine Indígena, dedicado a 5 culturas indígenas de 5 continentes diferentes; A Screen for Glas Animation, que proyectó los cortometrajes del festival asociado de California; Sláva Ukrayíni!, una proyección de películas ucranianas en apoyo a los cineastas implicados en el conflicto; Taiwan Focus, que celebró el cine independiente taiwanés, y la embajadora de Taiwán ante la Santa Sede, Andrea Sing-Ying Lee, fue una invitada del festival.

### 11.ª Edición
La undécima edición del festival tuvo lugar en Amantea del 7 al 12 de agosto de 2023[38].
En la selección participaron 1246 cortometrajes, con 159 obras en competencia procedentes de 45 países de todos los continentes, siempre divididas en las categorías de Ficción, Animación, Documental, Experimental, La Grotta dei Piccoli - Cine para niños.
Gracias a la colaboración con ACNUR se proyectó la película "Rebuilding Ukraine", sobre la ayuda humanitaria de la organización en Ucrania durante la guerra[39].
Los otros programas especiales fueron la sección de cortos iraníes independientes "Historias de Irán" y un programa de cine pornográfico feminista comisariado por la artista Benedetta Panisson, proyectado por la noche en la playa[40].
La undécima edición del festival tuvo lugar en Terrenito, el espacio gestionado por la asociación en el centro de Amantea, y recibió el Alto Patrocinio del Parlamento Europeo, el Patrocinio del Consejo de Ministros y el Patrocinio del Senado de la República.

## Batallas legales

### Caso Cines al Aire Libre contra Distribuidores Italianos
Durante la preparación de la octava edición, La Guarimba se vio envuelta en una acción de denuncia contra las asociaciones comerciales de distribuidores y gestores de cines, Anica y Anec, que habían dado "indicaciones escritas a los distribuidores italianos y extranjeros para que no concedieran licencias de proyección de películas con entrada gratuita en el territorio italiano". Se denegaron 235 permisos de exhibición de 263 solicitudes, a pesar de que las películas hubieran concluido su periodo de explotación comercial en las salas de cine", según se dijo en la interpelación parlamentaria celebrada el 18 de junio de 2020 El 24 de junio de 2020, la Autoridad de Defensa de la Competencia abrió una investigación contra Anica, Anec y Anec Lazio por "obstáculos a la oferta de películas por parte de los cines de forma gratuita".
Con el fin de garantizar la continuidad de la prestación de un servicio gratuito a la comunidad, destinado a la promoción de la cultura cinematográfica en el territorio, los parlamentarios Lorenzo Fioramonti, Andrea Cecconi, Matteo Orfini, Nicola Fratoianni, Alessandro Fusacchia, Flavia Piccoli Nardelli y Paolo Lattanzio pidieron al Ministro de Bienes y Actividades Culturales y de Turismo que inspeccionara la acción de denuncia en la que participa, junto con otras asociaciones italianas, el Festival Internacional de Cine de La Guarimba. Los parlamentarios reconocieron la importancia a nivel cultural y social de la actividad desarrollada por las Asociaciones mencionadas en el caso, que "hacen posible el acceso a la cultura de los ciudadanos de todas las clases sociales, con el objetivo de dar un nuevo valor de mercado a las obras fechadas o independientes y contribuir a la creación de una educación cinematográfica". Garantizando además un apoyo psicológico y social y actuando como motor de la oferta cultural en un momento de emergencia en el que Italia se vio especialmente afectada.
A continuación, se subraya que "las películas sólo se refieren a los títulos que ya han concluido su período de explotación comercial en las salas de cine y que ya están presentes en la televisión en abierto, en la televisión de pago, en el streaming y en los DVD, y no incluyen los títulos que se encuentran en el mercado en la actual temporada cinematográfica", rebatiendo así las indicaciones de Anica y Anec. Las cuales en el pasado no concedieron la licencia para la proyección de películas con entrada gratuita en el territorio italiano, afectando así negativamente al servicio gratuito ofrecido por las asociaciones culturales e induciendo a los organizadores a evaluar la posibilidad de pago para los ciudadanos.

### Caso Abbas Nadeem
En julio de 2020, justo antes del comienzo del festival, La Guarimba denunció a la prensa un caso de racismo sufrido por Abbas Mian Nadeem, un joven pakistaní inmunodepremido que acabó por error entre los inmigrantes expulsados de Amantea por dar positivo al Covid, recibiendo además amenazas de la 'Ndrangheta. La asociación colaboró con las autoridades para permitir su regreso a Amantea, ayudándole a encontrar asistencia jurídica e implicando a parlamentarios italianos y europeos para esclarecer el caso.
Por haber tomado esta posición, La Guarimba recibió amenazas de muerte telefónicamente.

### A favor de Ucrania
El festival ha tomado una posición clara en el contexto de la invasión rusa de Ucrania en 2022, a través de varias acciones. A todos los directores ucranianos se les concedió la exención del pago de la entrada al festival, con la creación del programa especial Sláva Ukryíni!. Todos los productores, directores y distribuidores que expresaron posiciones claras a favor de Putin fueron excluidos, mientras que los directores rusos que se pronunciaron públicamente contra la invasión fueron seleccionados. El festival organizó la proyección del documental The Earth is Blue as an Orange, dirigido por Iryna Tsilyk, ganadora del Premio a la Dirección en la categoría “World Cinema Documentary” en el Festival de Cine de Sundance 2020.

## La Scuola Delle Scimmie
En 2014, la asociación cultural La Guarimba gana un concurso público de la región Apulia que le permite fundar La Scuola Delle Scimmie (en español: La escuela de los monos), la primera escuela de cine e ilustración independiente, accesible y basada en un modelo montessoriano de democracia participativa. Durante el mes de septiembre de 2014, La Guarimba formó un taller con 45 jóvenes sobre temas de ilustración y cine.

## On Tour
Tras cada edición, el festival realiza un tour en la que presenta los cortometrajes seleccionados en diferentes lugares del mundo. 
En 2013, el festival participó en la 4.ª edición de Pane, Web e Salame como exponente, convirtiéndose en la primera realidad calabresa del evento.
En la XI edición del Workshop su l'Impresa Sociale (en español: Taller sobre Empresa Social), celebrada en Riva del Garda en 2013, Giulio Vita fue uno de los panelistas invitados para hablar del impacto que tuvo en la comunidad de Amantea la reapertura del Arena Sicoli durante los días del festival.
En septiembre de 2013, el festival fue invitado por La Asociación Cultural La Scheggia para estrenar el ciclo de cine del Cinema Beltrade, donde se proyectaron los ganadores de la primera edición e intervino la directora veneziana del corto documental ganador, Benedetta Panisson.
En junio de 2015 TedxPompeii invita a Giulio Vita, fundador del festival, a contar la historia de La Guarimba.

## Televisión
En 2018, Giulio Vita y Sara Fratini participaron en el episodio "Se telefonando" del programa de televisión Brunori Sa conducido por Dario Brunori y transmitido por Rai 3.

## Premios
| 2023                             |                                                             |                                                                   |                                |
| Categoría                        | Película                                                    | Director                                                          | Nacionalidad                   |
| Best Fiction                     | Our males and females                                       | Ahmad Alyaseer                                                    | Jordania                       |
| Best Animation                   | My year of dicks                                            | Sara Gunnarsdóttir                                                | Estados Unidos                 |
| Best Documentary                 | Apostles of cinema                                          | Darragh Amelia, Gertrude Malizana, Jesse Gerard Mpango, Cece Mlay | Tanzania                       |
| Best Music Video                 | Chasseur chassé                                             | Lolita Do Peso Diogo, Gabriel Wéber                               | Francia                        |
| Best Experimental “INSOMNIA”     | AMO                                                         | Emmanuel Gras                                                     | Francia                        |
| Vitaliano Camarca Audience Award | An Irish goodbye                                            | Tom Berkeley e Ross White                                         | Irlanda                        |
| La Grotta dei Piccoli Award      | It was only a rock that looked like someone                 | Matisse Gonzalez                                                  | México                         |
| Nonna Saveria Award              | The other end of the street                                 | Kálmán Nagy                                                       | Austria                        |
| Premio Guarimberos               | Romeo                                                       | Sara G. Cortijo                                                   | España                         |
| 2022                             |                                                             |                                                                   |                                |
| Categoría                        | Película                                                    | Director                                                          | Nacionalidad                   |
| Best Fiction                     | The Criminals                                               | Serhat Karaaslan                                                  | Turquía                        |
| Best Animation                   | Bestia                                                      | Hugo Covarrubias                                                  | Chile                          |
| Best Documentary                 | Salvo                                                       | Federico Cammarata                                                | Italia                         |
| Best Music Video                 | Summer 91                                                   | Rupert Holler                                                     | Austria                        |
| Best Experimental “INSOMNIA”     | Motorcyclist’s happiness won’t fit into his suit            | Gabriel Herrera                                                   | México                         |
| Vitaliano Camarca Audience Award | Like the Ones I Used to Know                                | Annie St-Pierre                                                   | Canadá                         |
| La Grotta dei Piccoli Award      | Bye Little Block!                                           | Éva Darabos                                                       | Hungría                        |
| Nonna Saveria Award              | Lili Alone                                                  | Zou Jing                                                          | China                          |
| Premio Guarimberos               | Los Colores del Niño Dios                                   | Santiago Pérez Rodríguez                                          | Colombia                       |
| Best Fiction                     | The Unseen River                                            | Phạm Ngọc Lân                                                     | Vietnam                        |
| Best Animation                   | Nuevo Rico                                                  | Kris Mercado                                                      | Estados Unidos/Puerto Rico     |
| Best Documentary                 | Just A Guy                                                  | Shoko Hara                                                        | Alemania/Japón                 |
| Best Music Video                 | Never Ever                                                  | Evgeniv Bakirov                                                   | Rusia                          |
| Best Experimental                | Aninsri Daeng                                               | Ratchapoom Boonbunchachoke                                        | Tailandia                      |
| Vitaliano Camarca Audience Award | 3 Meetings Of The Extraordinary Committee                   | Jones                                                             | Reino Unido/Bulgaria           |
| La Grotta dei Piccoli Award      | Mum Is Pouring Rain                                         | Hugo de Faucompret                                                | Francia                        |
| Nonna Saveria Award              | God Was Here!                                               | Raluca Lupascu                                                    | Países Bajos/Rumania           |
| 2020                             |                                                             |                                                                   |                                |
| Categoría                        | Película                                                    | Director                                                          | Nacionalidad                   |
| Best Fiction                     | El Puente de los Niños Traviesos                            | Fabián León López                                                 | México                         |
| Best Animation                   | Why Slugs have no Legs                                      | Aline Höchli                                                      | Suiza                          |
| Best Documentary                 | All Cats are Gray in the Dark                               | Lasse Linder                                                      | Suiza                          |
| Best Music Video                 | Traveler                                                    | Raman Djafari & Daniel Almagor                                    | Alemania                       |
| Best Experimental                | Don’t Know What                                             | Austrian Tho-mas Renoldner                                        | Australia                      |
| Vitaliano Camarca Audience Award | Maradona’s Legs                                             | Firas Khoury                                                      | Alemania / Estado de Palestina |
| La Grotta dei Piccoli Award      | And yet we’re not superheroes                               | Lia Bertels                                                       | Bélgica / Portugal             |
| Nonna Saveria Award              | Year of the robot                                           | Yves Gellie                                                       | Francia / Bélgica              |
| 2019                             |                                                             |                                                                   |                                |
| Categoría                        | Película                                                    | Director                                                          | Nacionalidad                   |
| Best Fiction                     | Fauve                                                       | Jérémy Comte                                                      | Canadá                         |
| Best Animation                   | I’m Going Out for Cigarettes                                | Osman Cerfon                                                      | Francia                        |
| Best Music Video                 | Not Enough                                                  | Bear Damen                                                        | Países Bajos                   |
| Best Documentary                 | The Migrating Image                                         | Stefan Kruse                                                      | Dinamarca                      |
| Best Experimental                | Mudanza Contemporánea                                       | Teo Guillem                                                       | España                         |
| La Grotta dei Piccoli Award      | Le Mans 1955                                                | Quentin Baillieux                                                 | Francia                        |
| Vitaliano Camarca Audience Award | Sisters                                                     | Daphne Lucker                                                     | Países Bajos                   |
| Guarimberos Award                | Bamboe                                                      | Flo Van Deuren                                                    | Bélgica                        |
| Nonna Saveria Award              | Tungrus                                                     | Rishi Chandna                                                     | India                          |
| 2018                             |                                                             |                                                                   |                                |
| Categoría                        | Película                                                    | Director                                                          | Nacionalidad                   |
| Best Fiction                     | Mum, I’m Back                                               | Dimitris Katsimiris                                               | Grecia                         |
| Best Animation                   | Wildebeest                                                  | Nicolas Keppens & Matthias Phlips                                 | Bélgica                        |
| Best Documentary                 | Rewind Forward                                              | Justin Stoneham                                                   | Suiza                          |
| Best Music Video                 | Solicitous                                                  | Zuzanna Plisz                                                     | Polonia                        |
| Best Experimental                | Don’t Call Me a Dick                                        | Olympe De G.                                                      | España                         |
| Audience Award                   | Bolbol                                                      | Khedija Lemkecher                                                 | Túnez                          |
| La Grotta Dei Piccoli Award      | Big Booom                                                   | Marat Narimanov                                                   | Rusia                          |
| Guarimberos Award                | Sherry                                                      | Eliane Lima                                                       | Estados Unidos                 |
| 2017                             |                                                             |                                                                   |                                |
| Categoría                        | Película                                                    | Director                                                          | Nacionalidad                   |
| Best Fiction                     | Clan                                                        | Stefanie Kolk                                                     | Países Bajos                   |
| Best Animation                   | Ivan’s Need                                                 | Veronica L. Montaño, Manuela Leuenberger & Lukas Suter            | Suiza                          |
| Best Documentary                 | In The Woods                                                | Thomas Horat & Corina Schwingruber Ilić                           | Suiza                          |
| Best Music Video                 | Ghost                                                       | Suzanna Plisz                                                     | Polonia                        |
| Audience Award                   | One seat In The Plane                                       | Khadidiatou Sow                                                   | Senegal                        |
| 2016                             |                                                             |                                                                   |                                |
| Categoría                        | Película                                                    | Director                                                          | Nacionalidad                   |
| Best Fiction                     | The Passion Of Judas                                        | David Pantaleón                                                   | España                         |
| Best Animation                   | Manoman                                                     | Simon Cartwright                                                  | Reino Unido                    |
| Best Documentary                 | I Don’t Want To Sleep With You I Just Want To Make You Hard | Momoko Seto                                                       | Francia                        |
| Best Music Video                 | Through My Street                                           | Piet Baumgartner                                                  | Suiza                          |
| Audience Award                   | 56                                                          | Marco Huertas                                                     | España / Madagascar / Noruega  |
| 2015                             |                                                             |                                                                   |                                |
| Categoría                        | Película                                                    | Director                                                          | Nacionalidad                   |
| Best Fiction                     | Fragments                                                   | Aga Woszczynska                                                   | Polonia                        |
| Best Animation                   | Roadtrip                                                    | Xaver Xylophon                                                    | Alemania                       |
| Best Documentary                 | Autonomous                                                  | Alexander Rynéus & Per Eriksson                                   | Suecia                         |
| 2014                             |                                                             |                                                                   |                                |
| Categoría                        | Película                                                    | Director                                                          | Nacionalidad                   |
| Best Fiction                     | This is Ronald                                              | Jules Comes                                                       | Bélgica                        |
| Best Animation                   | Pandy                                                       | Matúš Vizár                                                       | República Checa / Eslovaquia   |
| Best Documentary                 | L’Ultimo Imperatore – Intervista a Pierino Brunelli         | Carlani e Dogana                                                  | Italia                         |
| 2013                             |                                                             |                                                                   |                                |
| Categoría                        | Película                                                    | Director                                                          | Nacionalidad                   |
| Best Fiction                     | Home                                                        | Ruslan Magomadov                                                  | Rusia / República de Chechenia |
| Best Animation                   | Oh Willy…                                                   | Emma De Swaef & Marc James Roels                                  | Bélgica                        |
| Best Documentary                 | Come To Venice                                              | Benedetta Panisson                                                | Italia                         |
| Audience Award                   | Zombi                                                       | David Moreno                                                      | España                         |